# Tōru Furuya
Tōru Furuya (jap. Furuya Tōru; * 31. Juli 1953 in Yokohama, Präfektur Kanagawa) ist ein japanischer Schauspieler und Synchronsprecher (Seiyū).

## Leben
Furuya wurde in Yokohama geboren. Bereits als Kind begann er mit der Schauspielerei, so war er auch Mitglied von Gekidan Himawari, einer Schauspielgruppe für Kinder. Seit 1966 arbeitet er auch als Synchronsprecher (Seiyū), so wirkte Furuya schon in zahlreichen Anime-Produktionen mit. Zu seinen berühmtesten Sprechrollen zählen Mamoru Chiba/Tuxedo Mask in der Magical Girl-Anime-Serie Sailor Moon, Yamchu in allen Dragon Ball Anime-Serien, Sabo in One Piece und Rei Furuya/Bourbon in Detektiv Conan.

### Privates
Im Jahr 1976 heiratete Furuya die Schauspielerin Mami Koyama, die Ehe wurde 1983 geschieden. Seit 1985 ist er mit Satomi Majima verheiratet, mit der er ein Kind hat. Er lebt in Tokio.

## Sprecherrollen (Auswahl)
- 1979–1980: Mobile Suit Gundam als Amuro Ray
- 1981–1982: Die Königin der tausend Jahre als Daisuke Yamori
- 1986–1989: Dragon Ball als Yamchu
- 1986: Super Mario Bros.: Peach-Hime Kyushutsu Dai Sakusen! als Mario
- 1989–1996: Dragon Ball Z als Yamchu
- 1992–1997: Sailor Moon als Mamoru Chiba/Tuxedo Mask
- 1996–1997: Dragon Ball GT als Yamchu
- 2009–2011, 2014–2015: Dragon Ball Z Kai als Yamchu
- seit 2012: Detektiv Conan als Rei Furuya/Bourbon
- seit 2014: One Piece als Sabo
- 2015–2018: Dragon Ball Super als Yamchu
- 2016: One Piece Gold als Sabo
- 2016: Detektiv Conan – Der dunkelste Alptraum als Rei Furuya/Bourbon